# Adam А700
Adam A700 — шестиместный (2+4 или 1+5) гражданский бизнес-самолёт, разработанный компанией «Adam Aircraft, Inc».

## Описание
Adam A700 разрабатывался параллельно с Adam А500 и ориентировался на экономический ценовой сегмент рынка бизнес-авиации. Однако, в отличие от А500, обладает двумя реактивными двигателями FJ 33, производства компании «Williams International», установленными по бокам в задней части фюзеляжа.
Конструкция самолёта практически полностью идентична А500, однако, поскольку двигатели установлены выше продольной оси самолёта, фюзеляж удлинён почти на 2 метра. Особенно это заметно в передней части самолёта. Самолёт может управляться одним или двумя пилотами. Салон рассчитан на 5 или 4 пассажирских места соответственно. Компоновка салона предлагается как в стандартном варианте, так и под заказ.
Самолёт практически полностью построен из композитных материалов, что существенно снижает его массу, и, следовательно, расход топлива.
Пассажирская кабина имеет размеры: длина 4,88 м, ширина 1,37 м, высота 1,31м. В кабине располагался пилот, рядом с ним второй пилот или пассажир. По желанию заказчика пассажирский салон изготавливался в различных компоновках: с большим туалетом - на четыре пассажирских места; с небольшим туалетом - пять пассажирских мест; шесть пассажиров при отсутствии туалета.
В салоне самолета устанавливаясь комфортабельные кресла, обитые кожей, оборудован небольшой бар и установлен телевизор. Багажные отделения располагаются в передней и задней частях кабины. Вход в салон осуществляете через встроенный трап-дверь со ступеньками, который расположен по левому борту фюзеляжа.
Силовая установка - два турбовентиляторный двигателя Williams International FJ33 с номинальной тягой 6,01кН. В целях экономии топлива и повышения надежности мощность двигателя была снижена до 4,89 кН. Двигатели установлены в хвостовой части фюзеляжа в мотогондолах прикрепленных к фюзеляжу короткими пилонами.

## Эксплуатация
Первый полёт А700 произошёл 27 июля 2003 года на испытательном гражданском полигоне в пустыне Мохава. На конец 2007 года самолёт находился на сертификации в FAA.
По утверждению компании-производителя эксплуатационные затраты составляют 1,10 доллара США на 1 км полёта. Примерная стоимость самолёта — от 2,25 млн долл. США. На конец 2007 года построено 3 самолёта, но А700 так и не был сертифицирован, а в 2008 фирма-производитель обанкротилась.

## Лётные данные
| Длина, м                                   | 12,42           |
| Высота, м                                  | 2,9             |
| Размах крыла, м                            | 13,4            |
| Площадь крыла, м2                          | 15,79           |
| Максимальная ширина пассажирской кабины, м | 1,37            |
| Максимальная высота пассажирской кабины, м | 1,31            |
| Масса пустого, кг                          | 2718            |
| Максимальная взлётная, кг                  | 4250            |
| Тип двигателя                              | 2×Williams FJ33 |
| Тяга, Н                                    | 2×6000          |
| Запас топлива, кг                          | 1203            |
| Расход топлива, кг/ч                       | 302             |
| Максимальная скорость, км/ч                | 630             |
| Крейсерская скорость, км/ч                 | 574             |
| Дальность, км                              | 2985            |
| Потолок, м                                 | 12500           |
| Грузоподъёмность, кг                       | 1417            |
| Экипаж                                     | 1-2             |
| Пассажиры                                  | 4-5             |